# Orquesta Reciclando
Orquesta Reciclando è un album dal vivo dei Jarabe de Palo, pubblicato nel 2009. È stato registrato durante il "Reciclando Tour" (il tour nei teatri spagnoli del 2008), dove la band reinterpreta i propri successi, da La flaca a Depende a Bonito, più l'inedito Mucho más, mucho mejor.

## Tracce
1. Dueño de mi silencio – 4:22
2. La flaca – 5:10
3. El lado oscuro – 4:07
4. El bosque de palo – 3:46
5. Grita – 5:56
6. Depende – 3:53
7. Agua – 4:15
8. Dos días en la vida – 5:11
9. De vuelta y vuelta – 4:20
10. Mama – 3:20
11. Duerme conmigo – 3:30
12. Bonito – 4:20
13. Pura sangre – 3:19
14. Déjame vivir – 3:13
15. A tu lado – 3:29
16. Mucho más mucho mejor – 3:52

## Formazione
- Pau Dones - voce, basso (traccia 14), chitarra, percussioni (traccia 14)
- Carmen Niño - basso, cori
- Alex Tenas - batteria
- Dani Baraldes - chitarra
- Toni-Chupi Saigi - pianoforte (tracce 14-15)
- Kyke Serrano - tastiere
- Quino Béjar - percussioni
- Rafael Jiménez - sassofono
- Abel Herreras Ramírez - tromba